# Boulange
Ne doit pas être confondu avec Bullange.
Boulange est une commune française située dans le canton de Fontoy et le département de la Moselle, en région Grand Est.
Ses habitants sont appelés les Boulangeois.

## Géographie

### Localisation
La commune est composée de Boulange et Bassompierre.

### Hydrographie

#### Réseau hydrographique
La commune est située dans le bassin versant de la Meuse et le bassin versant du Rhin au sein du bassin Rhin-Meuse. Elle est drainée par le ruisseau le Conroy.
Le Conroy, d'une longueur totale de 20,9 km, prend sa source dans la commune et se jette dans l'Orne à Moyeuvre-Grande, après avoir traversé sept communes.

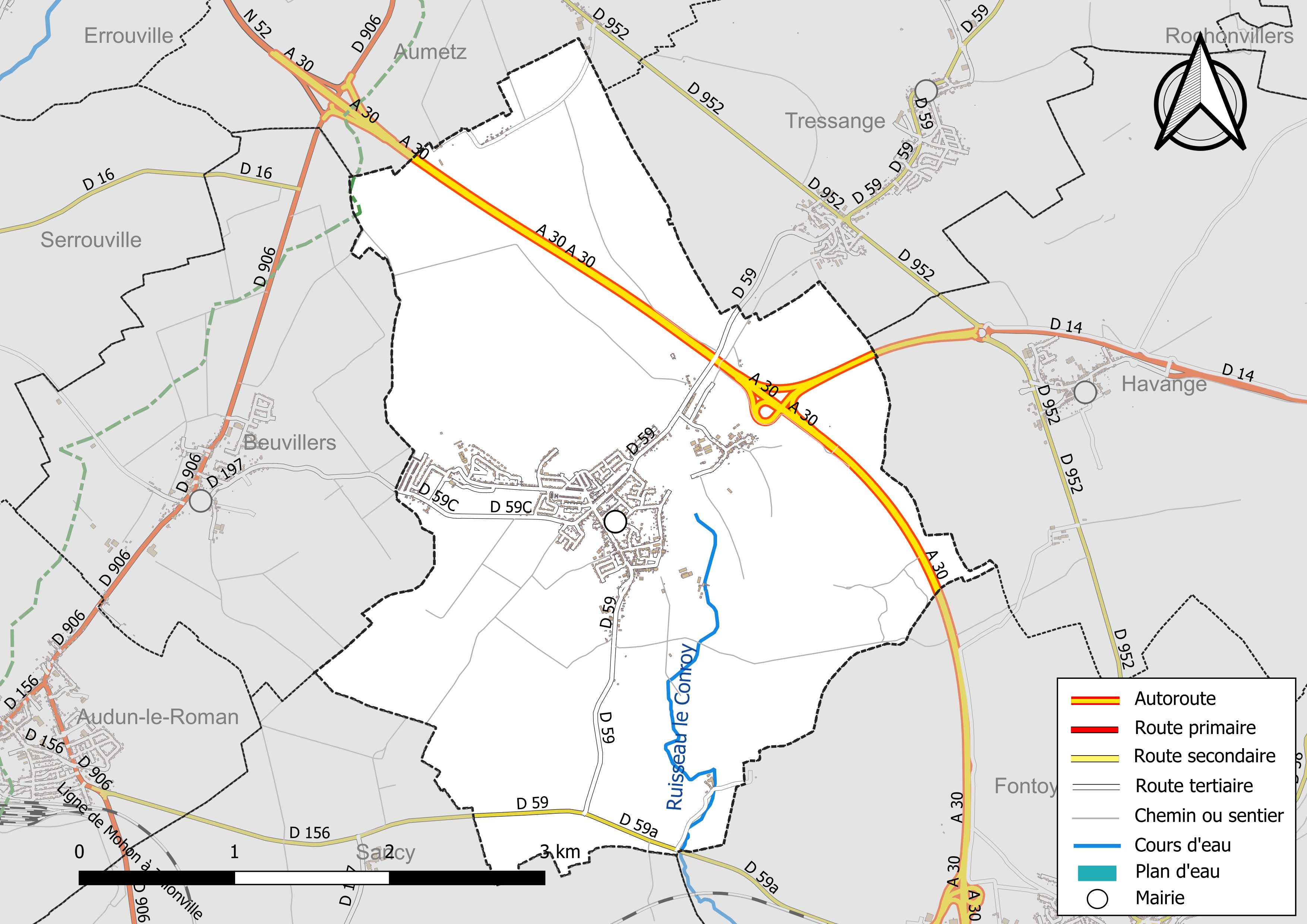
Réseaux hydrographique et routier de Boulange.

#### Gestion et qualité des eaux
Le territoire communal est couvert par le schéma d'aménagement et de gestion des eaux (SAGE) « Bassin ferrifère ». Ce document de planification, dont le territoire correspond aux anciennes galeries des mines de fer, des aquifères et des bassins versants associés, d'une superficie de 2 418 km2, a été approuvé le 27 mars 2015. La structure porteuse de l'élaboration et de la mise en œuvre est la région Grand Est. Il définit sur son territoire les objectifs généraux d’utilisation, de mise en valeur et de protection quantitative et qualitative des ressources en eau superficielle et souterraine, en respect des objectifs de qualité définis dans le SDAGE du Bassin Rhin-Meuse.
La qualité du ruisseau le Conroy peut être consultée sur un site dédié géré par les agences de l’eau et l’Agence française pour la biodiversité.

### Climat
Pour des articles plus généraux, voir Climat du Grand Est et Climat de la Moselle.
En 2010, le climat de la commune est de type climat de montagne, selon une étude du Centre national de la recherche scientifique s'appuyant sur une série de données couvrant la période 1971-2000. En 2020, Météo-France publie une typologie des climats de la France métropolitaine dans laquelle la commune est exposée à un climat semi-continental et est dans la région climatique  Lorraine, plateau de Langres, Morvan, caractérisée par un hiver rude (1,5 °C), des vents modérés et des brouillards fréquents en automne et hiver. 
Pour la période 1971-2000, la température annuelle moyenne est de 9,2 °C, avec une amplitude thermique annuelle de 16,3 °C. Le cumul annuel moyen de précipitations est de 894 mm, avec 12,9 jours de précipitations en janvier et 9,5 jours en juillet. Pour la période 1991-2020, la température moyenne annuelle observée sur la station météorologique de Météo-France la plus proche, « Malancourt », sur la commune d'Amnéville à 19 km à vol d'oiseau, est de 10,2 °C et le cumul annuel moyen de précipitations est de 884,1 mm. 
La température maximale relevée sur cette station est de 39,3 °C, atteinte le 25 juillet 2019 ; la température minimale est de −17,9 °C, atteinte le 5 janvier 1985,,. 
Les paramètres climatiques de la commune ont été estimés pour le milieu du siècle (2041-2070) selon différents scénarios d'émission de gaz à effet de serre à partir des nouvelles projections climatiques de référence DRIAS-2020. Ils sont consultables sur un site dédié publié par Météo-France en novembre 2022.

## Urbanisme

### Typologie
Au 1er janvier 2024, Boulange est catégorisée bourg rural, selon la nouvelle grille communale de densité à sept niveaux définie par l'Insee en 2022.
Elle appartient à l'unité urbaine de Boulange, une unité urbaine monocommunale constituant une ville isolée,. Par ailleurs la commune fait partie de l'aire d'attraction de Luxembourg (partie française), dont elle est une commune de la couronne,. Cette aire, qui regroupe 115 communes, est catégorisée dans les aires de 700 000 habitants ou plus (hors Paris),.

### Occupation des sols
L'occupation des sols de la commune, telle qu'elle ressort de la base de données européenne d’occupation biophysique des sols Corine Land Cover (CLC), est marquée par l'importance des territoires agricoles (80,8 % en 2018), une proportion sensiblement équivalente à celle de 1990 (81,4 %). La répartition détaillée en 2018 est la suivante :
terres arables (63,7 %), prairies (15,1 %), forêts (12,5 %), zones urbanisées (6,7 %), zones agricoles hétérogènes (2 %). L'évolution de l’occupation des sols de la commune et de ses infrastructures peut être observée sur les différentes représentations cartographiques du territoire : la carte de Cassini (XVIIIe siècle), la carte d'état-major (1820-1866) et les cartes ou photos aériennes de l'IGN pour la période actuelle (1950 à aujourd'hui).

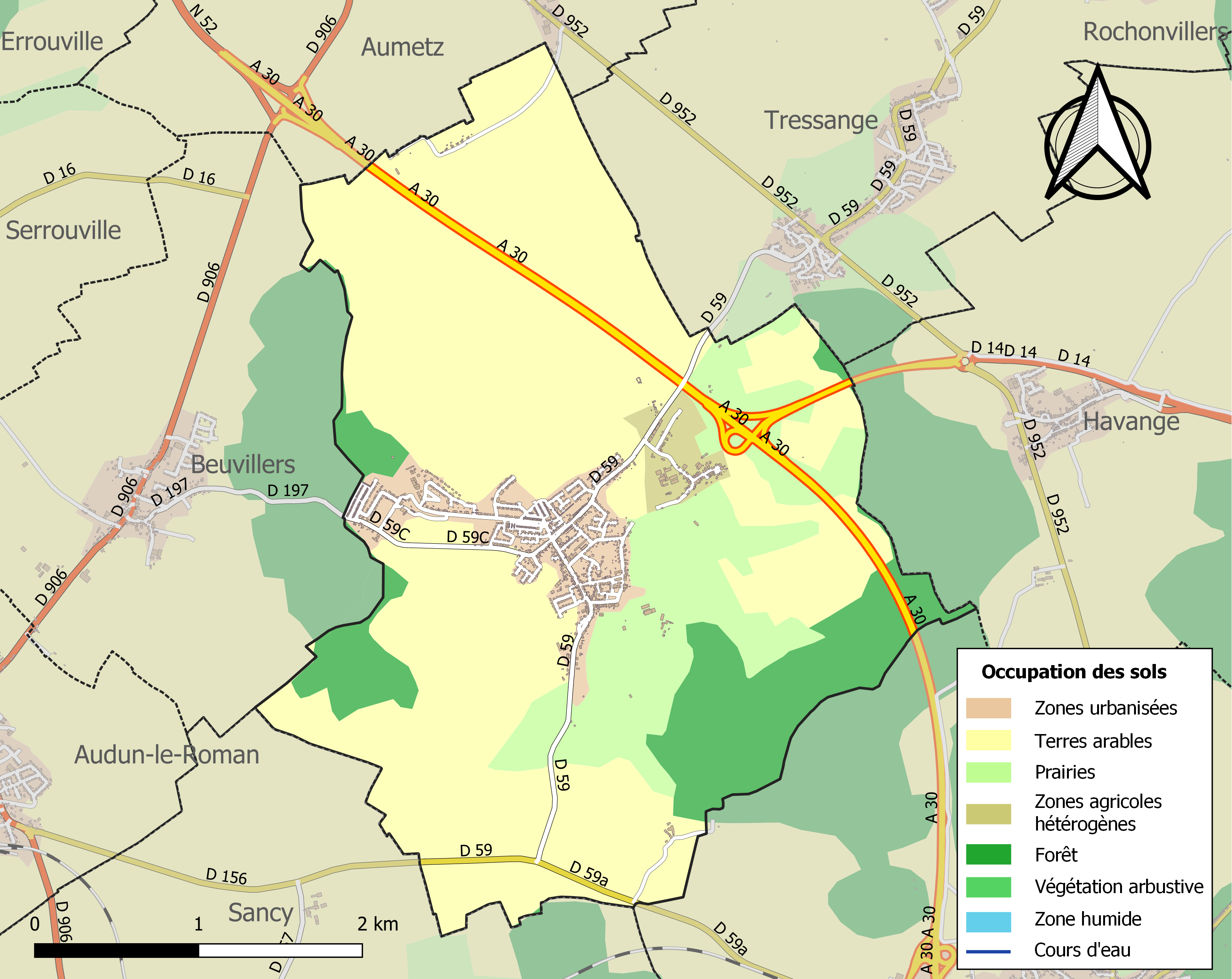
Carte des infrastructures et de l'occupation des sols de la commune en 2018 (CLC).

## Toponymie

### Boulange
- D'un nom de personne germanique Bollo[18] suivi du suffixe -ing francisé en -ange.
- Bollingen (789-790)[19], Bolling (1178), Boulenges (1290), Bulingen (1350)[19], Boulainge (XVe siècle), Boullenge (1429), Bolenge (1436), Bollinga (D. Cal. not. Lorr.)[20], Bolingen (XVIIIe siècle ; pouillé de Trèves), Boulange (1793).
- En allemand : Bollingen[20].
- Le nom Bollinger est issu de Bolling, et désignait autrefois les habitants du village.
- Partage une toponymie similaire avec les localités de Bollingen (Suisse), Bollingen (Bade-Wurtemberg) et Bollingen (Basse-Saxe).

### Bassompierre
- Le nom a pour origine le composé germanique beta-stein « pierre de prière »[18](probablement un mégalithe). Ou bien un nom de personne germanique Basso/Beczo suivi du latin petra « pierre »[21].
- Bazompetra en 1133, Bassompetra en 1138, Betstein[18] et Betsteyn[21] en 1570, Basompier en 1636.
- En allemand : Betstein[20]. En francique lorrain : Betsteen[22], Bettsteen et Betschden. En lorrain roman : Besompierre[20].

## Histoire
Village du duché de Bar, dans la prévôté de Sancy. Était paroisse du diocèse de Trèves (doy. de Luxembourg). En 1817, Boulange village de l’ancienne province du Barrois où le Conroy prend sa source avait pour annexe Bassompierre, le moulin de petite Moyeuvre. À cette époque il y avait 391 habitants répartis dans 72 maisons. Bassompierre avait 157 habitants répartis dans 26 maisons.
En 1871, Adolphe Thiers souhaitait donner de l'espace à la place-forte de Belfort devant rester française. Les Allemands, qui n'ignoraient pas la grande valeur minière du sous-sol, acceptèrent à condition de récupérer à leur profit des communes en déplaçant vers l'ouest la frontière prévue lors des préliminaires de paix signés à Versailles le 26 février 1871. Les communes de Rédange, Thil, Villerupt, Aumetz, Boulange, Lommerange, Sainte-Marie-aux-Chênes, Vionville devenaient donc allemandes. Mais Villerupt et Thil restèrent françaises grâce à la jovialité du normand Augustin Pouyer-Quertier qui plaisait au chancelier Bismarck. En ce qui concerne Boulange, citons cette anecdote lors de la délimination de la frontière : ''Sur la limite des communes de Beuvillers de Boulange, là où passera la frontière définitive, tout le monde est présent au rendez-vous, excepté le maire de Boulange, un rentier (M. Simon), solide gaillard, qui finit par apparaître, de loin, se dandinant, interpellé par le commissaire allemand, qui le presse. Le maire ralentit encore. L’Allemand enfle la voix. " Ah ça ! dit le rentier en arrivant, croyez-vous que je sois si pressé de devenir Prussien ?.,. Excusez-moi, mon capitaine (en parlant au Français Laussedat), de vous avoir fait attendre, mais je suis bien sûr que vous ne m’en voulez pas, Vous."''.).
Boulange (Bollingen pendant l'annexion) avait une mine de fer qui fut fermée en 1969. À l'époque d'avant-guerre, Boulange comptait 35 associations. Boulange a également signé un pacte d'amitié avec la ville de Riom où de nombreux Boulangeois sont allés pour fuir l'occupation allemande.

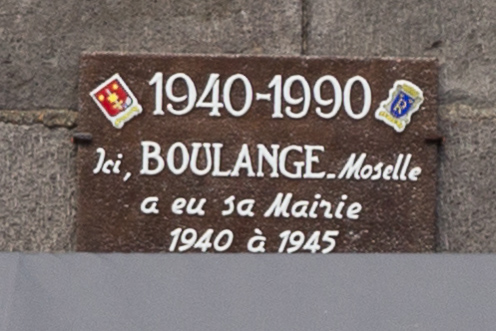
Plaque à Riom, commémorant le déplacement de boulangeois pendant l'Occupation.

En 1940, l’abbé Annéser, curé de Boulange, se réfugie dans la ville de Riom et la ville de Volvic en zone libre avec environ 900 de ses paroissiens.
Dans les années 50, il y avait à Boulange : 10 cafés, 1 cinéma, 3 boulangeries, 4 magasins de cycles, 1 fabrique de limonade, 2 cordonneries, 1 économat, 1 CMDP (Caisse Mutuelle de Prêts et Dépôts), 1 Sanal, 4 merceries, 2 boucheries, 1 quincaillerie, 3 salons de coiffure, 1 droguerie, 2 laiteries, 4 épiceries, 1 pompes funèbres, 1 atelier de ferronnerie, 1 menuiserie, 1 primeur, 1 compagnie de transport en commun.

### Bassompierre
Commune indépendante jusqu’en 1812, Bassompierre est aujourd’hui rattachée à la commune de Boulange. Le roi Stanislas Leszczyński et Louis XV ordonnèrent en 1766 que Bassompierre s’appellerait Saint-Menge ; mais le village a aujourd'hui repris son ancien nom.
Village de Lorraine ou du Barrois non mouvant, frontière du pays de Luxembourg ; chef-lieu de la baronnie et prévôté dû même nom. Depuis un certain temps les seigneurs de ce lieu portent le titre de marquis ; George Africain de Bassompierre, marquis de Remonville, seigneur du Châlelet, Baudricourt, etc., grand écuyer de Lorraine, mort en 1632, ayant épousé en 1610, Henriette de Tornielle, fille de Charles-Emmanuel de Tornielle, grand’maitre et chef des finances de Lorraine, dont il eut Anne - François de Bassompierre, celui-ci et ses successeurs ont hérité et pris le titre de marquis de Bassompierre et de Remonville. M. le marquis de Bassompierre est seul seigneur de ce village qui en lui-même est peu considérable, n’ayant que onze ou douze habitants, il est à une demi-lieue de Sancy et sous la juridiction du prévôt, recette et bailliage de Briey, cour souveraine de Nancy. Depuis longtemps les seigneurs de Bassompierre ont fait figure en Lorraine ; dès l’an 1387, Simon, seigneur de Bassompierre est nommé de la part du duc de Bar avec quelques autres seigneurs, pour juger les différens qui pourront survenir entre les sujets du Barrois et ceux du Luxembourg. En 1490, la ville de Metz était en guerre avec Hanus Arantz et Arnoud Arantz son frère, et avec Arnoud de Fénétrange. En même temps, George de Bassompierre et Perrin de Landre, demandèrent à la cité de Metz plusieurs hommes et femmes qu’ils prétendaient être de condition servile et leur appartenir, que ceux de Metz refusaient de leur livrer. Sur la fin de septembre de cette année, le seigneur de Bassompierre envoya défier on déclarer la guerre à la ville de Metz, et peu de jours après un nommé Jean de Saint-Mihiel, à la tête de vingt-six soldats qui étaient du parti du même seigneur de Bassompierre, envoyèrent aussi défier la ville de Metz. Le dernier d’octobre, ceux de Metz marchèrent contre la forteresse de Bassompierre, mais ils revinrent dès le lendemain. Le quatrième jour de novembre, trente-sept nouveaux ennemis soutenus par le seigneur de Bassompierre, vinrent encore défier la ville de Metz. On commença bientôt les hostilités, et les gens de Bassompierre enlevèrent les chevaux et autres bétail de quelques villages. On les poursuivit jusque près de Bassompierre, mais on ne put les atteindre.
Le château de Bassompierre est à présent en mauvais état ou même en ruine (1750). On peut voir la généalogie de la maison de Bassompierre, dans le P. Anselme et dans Moréri. Cette maison a fondé les Minimes de Nancy en 1592, et on voit dans l’église de ces religieux, les mausolées de Christophe de Bassompierre, grand’maitre d’hôtel et des finances de la Lorraine et de Louise de Rendeval sa femme, fondateur et fondatrice de cette maison. Ces mausolées sont en marbre et d’un travail exquis. Les deux personnages sont en bronze. le reste du mausolée en marbre noir. On y voit aussi le mausolée de François de Bassompierre, qui est simplement en pierre. La maison de Bassompierre est originaire d’Allemagne et établie en Lorraine au XIVe siècle. Elle porte d’argent au chevron de gueules de trois pièces. La maison de Bassompierre dans les commencements, s’attacha aux ducs de Bourgogne, mais Charles-le-Hardi dernier duc de Bourgogne, ayant manqué de parole à Simon de Bassompierre, ce seigneur passa au service du duc René II."

## Politique et administration

### Liste des maires
| Période                                           | Période               | Identité            | Étiquette | Qualité                                                              |
| ------------------------------------------------- | --------------------- | ------------------- | --------- | -------------------------------------------------------------------- |
| 22 Fructidor de l'an VII (mardi 8 septembre 1799) | dimanche 5 avril 1801 | Louis Thomas        |           |                                                                      |
| 15 Germinal de l'an IX (dimanche 5 avril 1801)    | 1er janvier 1810      | Jacques Cailloux    |           |                                                                      |
| 1er janvier 1810                                  | 23 septembre 1815     | Jean-Michel Adam    |           |                                                                      |
| 23 septembre 1815                                 | 23 juin 1816          | Nicolas Mouraux     |           |                                                                      |
| 23 juin 1816                                      | 2 octobre 1830        | Georges Mouraux     |           |                                                                      |
| 2 octobre 1830                                    | 26 novembre 1837      | Nicolas Legendre    |           |                                                                      |
| 26 novembre 1837                                  | 29 juillet 1852       | Pierre Schmitte     |           |                                                                      |
| 29 juillet 1852                                   | 17 septembre 1865     | Jean-Pierre Simon   |           |                                                                      |
| 17 septembre 1865                                 | 18 mai 1871           | Jean-Pierre Mouraux |           |                                                                      |
| 18 mai 1871                                       | 15 janvier 1872       | Pierre Mouraux      |           |                                                                      |
| 15 janvier 1872                                   | 16 novembre 1876      | Jean-Pierre Simon   |           |                                                                      |
| 16 novembre 1876                                  | 15 juillet 1880       | Nicolas Schmitte    |           |                                                                      |
| 15 juillet 1880                                   | 2 aout 1891           | François Mouraux    |           |                                                                      |
| 19 septembre 1897                                 | 6 septembre 1908      | Jules Simon         |           |                                                                      |
| 6 septembre 1908                                  | 2 septembre 1916      | Auguste Collin      |           |                                                                      |
| 2 septembre 1916                                  | 28 novembre 1918      | Hermann             |           |                                                                      |
| 28 novembre 1918                                  | 17 mai 1925           | Georges Collin      |           |                                                                      |
| 17 mai 1925                                       | 16 mai 1929           | Louis Poeury        |           | Conseiller général                                                   |
| 16 mai 1929                                       | 11 juin 1930          | François Protsch    |           |                                                                      |
| 11 juin 1930                                      | 18 mai 1935           | Albert Zieg         |           |                                                                      |
| 18 mai 1935                                       | 7 octobre 1945        | Georges Collin      |           |                                                                      |
| 7 octobre 1945                                    | 30 octobre 1947       | Charles Stef        |           |                                                                      |
| 30 octobre 1947                                   | 21 mars 1959          | Jean Brandenbourger |           |                                                                      |
| 21 mars 1959                                      | 19 septembre 1963     | Roland Krier        |           |                                                                      |
| 19 septembre 1963                                 | 18 mars 1968          | Raymond Orlandini   |           |                                                                      |
| 18 mars 1968                                      | 16 avril 1978         | Georges Alexandre   |           |                                                                      |
| 16 avril 1978                                     | 24 mars 1989          | Denis Kiefer        | PS        |                                                                      |
| 24 mars 1989                                      | 23 mars 2001          | Gérard Ignaczak     |           |                                                                      |
| 23 mars 2001                                      | 30 mars 2014          | Jacky Aliventi      | PS        | Ancien tailleur Conseiller général du canton de Fontoy (2004 → 2015) |
| 30 mars 2014                                      | En cours              | Gaëtan Cotica       | PS        | Retraité                                                             |

### Jumelages
Boulange n'est jumelée avec aucune commune.

## Population et société

### Démographie
L'évolution du nombre d'habitants est connue à travers les recensements de la population effectués dans la commune depuis 1793. Pour les communes de moins de 10 000 habitants, une enquête de recensement portant sur toute la population est réalisée tous les cinq ans, les populations de référence des années intermédiaires étant quant à elles estimées par interpolation ou extrapolation. Pour la commune, le premier recensement exhaustif entrant dans le cadre du nouveau dispositif a été réalisé en 2006.

En 2022, la commune comptait 2 431 habitants, en évolution de −2,57 % par rapport à 2016 (Moselle : +0,52 %, France hors Mayotte : +2,11 %).
| 1793 | 1800 | 1806 | 1821 | 1836 | 1841 | 1861 | 1866 | 1871 |
| ---- | ---- | ---- | ---- | ---- | ---- | ---- | ---- | ---- |
| 336  | 320  | 324  | 498  | 532  | 509  | 484  | 455  | 433  |

| 1875 | 1880 | 1885 | 1890 | 1895 | 1900 | 1905  | 1910  | 1921  |
| ---- | ---- | ---- | ---- | ---- | ---- | ----- | ----- | ----- |
| 397  | 353  | 381  | 378  | 388  | 830  | 1 204 | 1 757 | 1 230 |

| 1926  | 1931  | 1936  | 1946  | 1954  | 1962  | 1968  | 1975  | 1982  |
| ----- | ----- | ----- | ----- | ----- | ----- | ----- | ----- | ----- |
| 1 954 | 2 308 | 1 819 | 1 517 | 2 022 | 2 528 | 2 196 | 1 941 | 1 839 |

| 1990  | 1999  | 2006  | 2011  | 2016  | 2021  | 2022  | - | - |
| ----- | ----- | ----- | ----- | ----- | ----- | ----- | - | - |
| 1 757 | 1 776 | 2 205 | 2 307 | 2 495 | 2 450 | 2 431 | - | - |

### Enseignement
Boulange compte deux écoles, l'école maternelle du Château et l'école élémentaire Victor-Hugo. Cette dernière a été totalement rénovée et dispose d'infrastructures permettant l'accueil des personnes handicapées.

## Culture locale et patrimoine

### Lieux et monuments

#### Édifices civils
- Vestiges gallo-romains.
- Ancien château des Bassompierre rasé sur ordre du cardinal de Richelieu en 1635.

#### Édifices religieux

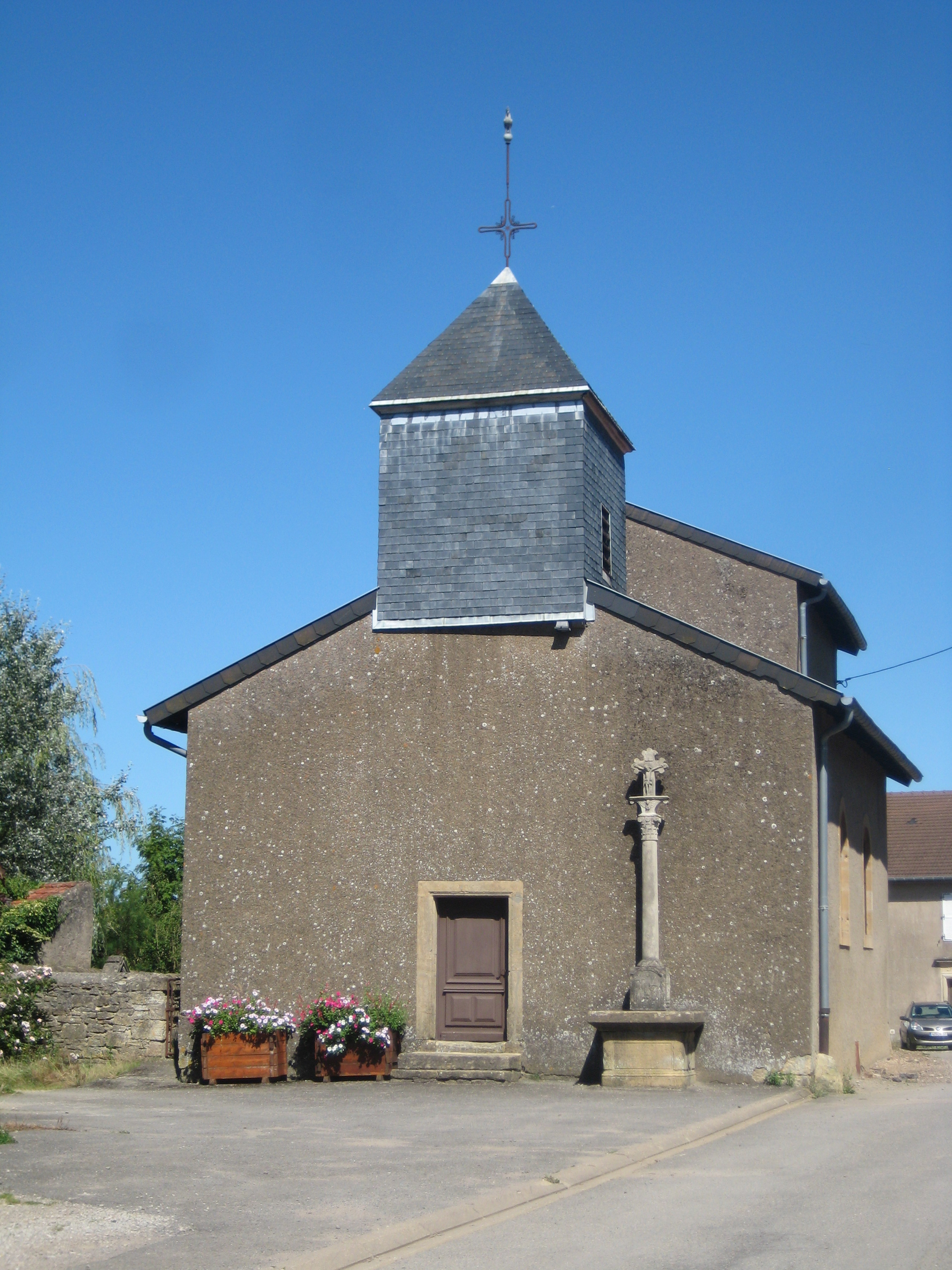
Chapelle Saint-Luc de Bassompierre.

- Église paroissiale Notre-Dame-de-la-Nativité, sa première pierre fut posée en 1931, elle se trouve a l'emplacement même de ses devancières (datant de 1084 et 1756).
- Chapelle Saint-Luc de Bassompierre datant de 1133 et agrandie en 1764 (c'est cette même année que Louis-Joseph de Montmorency-Laval, évêque de Metz y fit sceller la pierre de marbre du maître-autel), date de sa dernière modification. On peut remarquer en regardant son chœur qu'il s'agit d'une ancienne construction purement romane.
- Chapelle Saint-Quirin, où se trouvait une relique du saint envoyé par le pape au curé de Boulange, l'abbé Jean-Louis Robert, en 1774. Elle fut détruite durant le mandat de M. Brandenbourger en 1949, l'automobile a eu raison d'elle (il fallait agrandir la route afin que les voitures puissent circuler). Aujourd'hui se trouve une croix a son emplacement.

### Personnalités liées à la commune
- François de Bassompierre dit le « maréchal de Bassompierre » (1579-1646), gentilhomme et militaire.

### Héraldique
| Blason de Boulange | De gueules au dextrochère de carnation vêtu d'azur, mouvant d'un nuage d'argent tenant une épée d'argent garnie d'or, accostée de deux cailloux du même, le tout chargé d'une étoile à six rais d'or. |

## Pour approfondir